# Hana Brady
Hana Brady, também conhecida como Hana "Hanička" Bradová (Nové Město na Moravě, 16 de maio de 1931—Auschwitz-Birkenau, 23 de outubro de 1944), filha de Karel Brady e Marketa Brady, foi uma garota tcheca que morreu durante o Holocausto. Em A Mala de Hana, de Karen Levine, sua biografia é citada.

## Biografia
Hana Brady nasceu em Nové Město na Moravě, na província Moravia-Silesia, Tchecoslováquia. Após a ocupação pela Alemanha Nazista e a criação do protectorado de Boêmia e Morávia no território tcheco, Hana e seu irmão George Brady foram levados para o gueto de Theresienstadt, onde ficaram por cerca de 2 anos, antes da menina ser levada para o campo de concentração nazista de Auschwitz. A garota morreu em uma câmara de gás em 23 de outubro de 1944.